# Шеддира, Валид
Валид Шеддира (араб. وليد شديرة‎; 22 января 1998, Лорето, Италия) — итальянский и марокканский футболист, нападающий итальянского клуба «Наполи» и сборной Марокко. Участник чемпионата мира 2022 года.

## Клубная карьера
Шеддира провёл первые четыре сезона своей взрослой карьеры на низших, непрофессиональных уровнях итальянского футбола.
10 июля 2019 года подписал трёхлетний контракт с «Пармой» из Серии А, отдавшей его 22 июля в аренду в «Ареццо» из Серии C. Шеддира дебютировал в профессиональной Серии C 25 августа в стартовом составе в игре против «Лекко». Спустя полсезона «Парма» отправила Шеддиру в аренду в «Лекко» 31 января 2020 года и в «Мантову» 4 сентября.
18 июля 2021 года Шеддира перешёл в аренду в «Бари» и помог «бело-красным» вернуться в Серию B. Апулийский клуб выкупил футболиста 30 июня 2022 года, подписав с ним контракт до июня 2025 года.

## Карьера в сборной
Шеддира родился в Италии и имеет марокканские корни. 23 сентября 2022 года он дебютировал за сборную Марокко в товарищеском матче против сборной Чили.
10 ноября 2022 года Шеддира был включён в состав сборной Марокко на чемпионат мира 2022 года. 6 декабря 2022 года он впервые сыграл на чемпионате мира, выйдя на замену, в матче 1/8 финала против сборной Испании. В четвертьфинале против команды Португалии Шеддира вновь вышел на замену и был удалён в конце матча за две жёлтые карточки, однако марокканцы всё же победили 1:0.

## Достижения

### Личные
- Лучший бомбардир Кубка Италии: 2022/23
- Игрок месяца Серии B: сентябрь 2022[11]

### Награды
- Офицер Ордена Трона (2022)[12]